# Código espaguete
Qualifica-se de código espaguete um programa de computador que não segue as regras da programação estruturada e abusa de desvios, condicionais ou não, o que torna sua leitura por seres humanos bem difícil. A expressão é uma crítica a programas mal organizados, por isso difíceis de analisar, corrigir e modificar.

Por exemplo, o programa a seguir
```
10
 
INPUT
 
A$

20
 
GOTO
 
200

30
 
PRINT
 
A$
,
B

40
 
GOTO
 
1000

100
 
GOTO
 
30

200
 
INPUT
 
B

210
 
IF
 
B
>=
0
 
GOTO
 
30

220
 
IF
 
B
<
0
 
GOTO
 
100

500
 
GOTO
 
3000

1000
 
INPUT
 
C$

1200
 
INPUT
 
D

2000
 
IF
 
D
>
0
 
GOTO
 
500

3000
 
PRINT
 
A$
,
"+"
,
C$
,
"="
,
B
+
D

5000
 
END

```

equivale ao programa:
```
10
 
INPUT
 
A$
,
B

20
 
PRINT
 
A$
,
B

30
 
INPUT
 
C$
,
D

40
 
PRINT
 
A$
,
"+"
,
C$
,
"="
,
B
+
D

50
 
END

```

porém está em código espaguete.
Obs.: a versão acima está intencionalmente confusa e provavelmente nunca seria criada senão com este propósito.

## O porquê do nome
O nome Código Espaguete vem do fato que um fluxograma do programa feito dessa forma provavelmente apresentará várias linhas se entrecruzando, como em um prato de espaguete.